# Don L. Lind
Pour les articles homonymes, voir Lind.
Don Leslie Lind est un astronaute américain né le 18 mai 1930 à Murray dans l'Utah et mort le 30 août 2022 à Logan dans le même État américain.
Il fut pilote de réserve pour les missions Skylab 3 et Skylab 4, ainsi que pilote de l'équipage de secours (n'ayant jamais volé) pour le programme Skylab. Il réalise un unique vol en tant que spécialiste de mission, le 29 avril 1985, lors de la mission Challenger STS-51-B.

## Éducation
Don L. Lind étudia à Midvale Elementary School et est diplômé de la Jordan High School (Sandy, Utah). Il a obtenu un baccalauréat ès sciences avec mention très bien en physique de l'université de l'Utah en 1953. En tant qu’aviateur naval, Lind s'est porté volontaire pour prendre des émulsions photographiques des rayons cosmiques au cours de vols pour l'Université Berkeley de Californie, ce qui lui a permis de s'inscrire à Berkeley où il effectua des recherches sur la dispersion de pion-nucléon, dans le Lawrence Radiation Laboratory et a obtenu un doctorat en philosophie de physique en 1964. Il a effectué ses études post-doctorales à l'Institut de géophysique, université de l'Alaska, de 1975 à 1976

## United States Navy Reserve
Don L. Lind a obtenu le grade de commandant dans la Réserve navale américaine. Il a reçu les Ailes d'Or en 1957 et a servi pendant quatre ans de service actif dans la Marine à San Diego, puis à bord du transporteur USS Hancock. Durant cette période, Lind a eu à son actif plus de 4 500 heures de vol dont 4 000 dans un avion à réaction.

## Carrière à la NASA

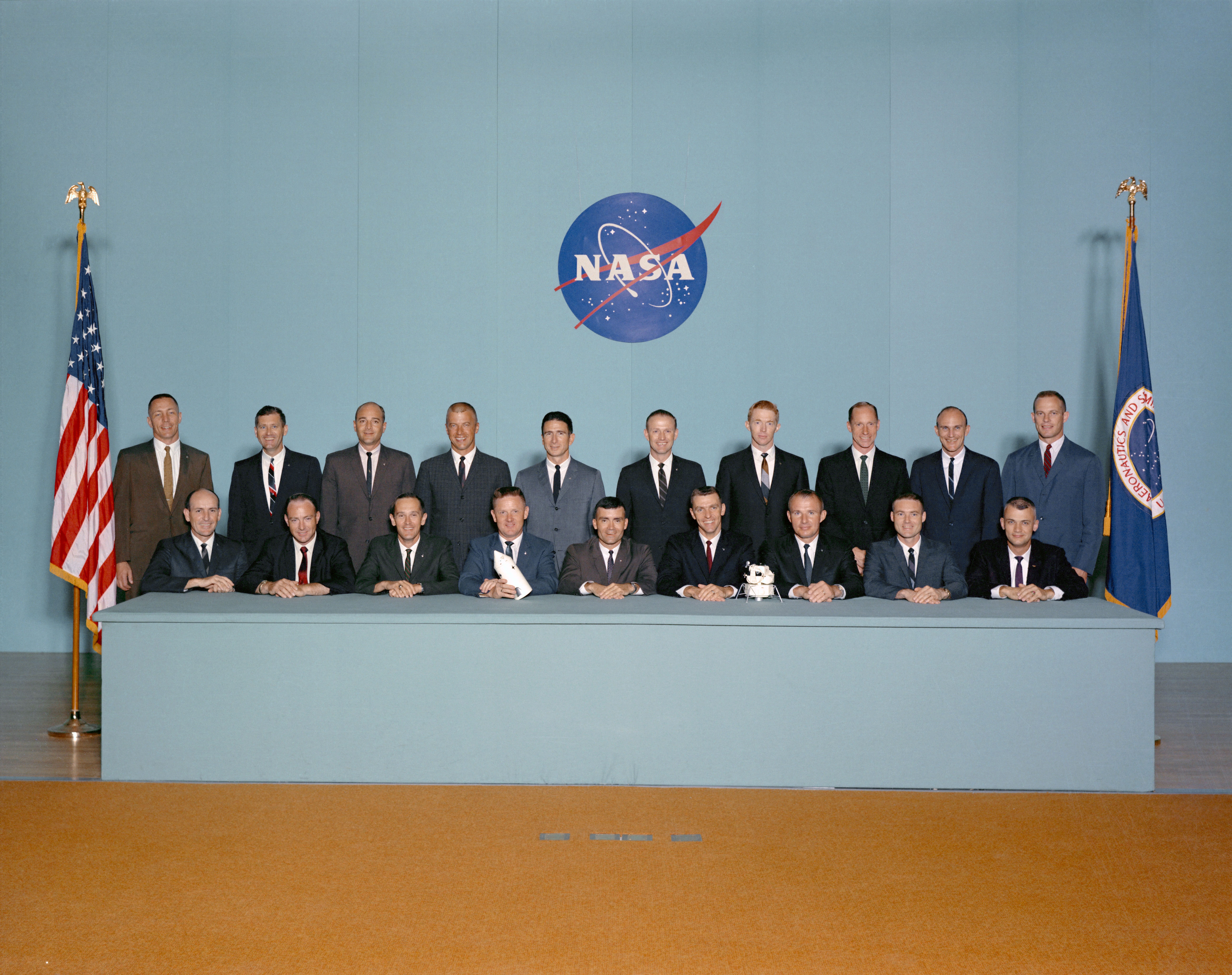
photographie du 5eme groupe d'astronautes de la Nasa

À partir de 1964, Lind travaille à la NASA Goddard Space Flight Center comme physicien. Il participe à des expériences visant à déterminer la nature et les propriétés des particules de basse énergie dans la magnétosphère de la Terre et l'espace interplanétaire.
S'étant porté candidat à la NASA pour le 3e groupe d'astronautes, mais n'ayant pas effectué assez d'heures de vol pour pouvoir y être admis, et trop âgé pour intégrer le 4e groupe, il entre dans le cinquième groupe, le Original Nineteen, en avril 1966, l'âge limite ayant été élevé. Bien que le groupe soit composé uniquement de pilotes, Deke Slayton l'y intègre en raison de son doctorat.
Pour le programme Apollo, Lind contribue à développer les outils utilisés sur la surface lunaire. En 1973, il est pilote de réserve pour Skylab 3 et Skylab 4, les deuxième et troisième missions Skylab. Avec Vance Brand, il est également affecté à une mission de secours Skylab, envisagée pendant un temps pour ramener au sol l'équipage de Skylab 3, en difficulté.
Membre du groupe de développement de l'Astronaut Office's Operations Missions, responsable du développement des charges utiles pour la mission Space Shuttle Orbital Flight Test (OFT) et le Canadarm, Lind prend finalement la route de l'espace en 1985, lors de la mission STS-51-B (29 avril au 6 mai). Il totalise 168 heures dans l’espace.
Il est l’Américain ayant attendu le plus longtemps pour son premier vol, 19 ans après avoir été sélectionné. 16 membres des Original Nineteen, ainsi que 14 parmi les groupes d’astronaute ultérieurs ont volé dans l'espace avant Lind. Lind a quitté la NASA en 1986 puis a servi pendant neuf ans comme professeur de physique et d'astronomie à l’université de l'Utah.

## Expérience spatiale
STS-51-B, la mission scientifique Spacelab-3, fut lancée à partir du Centre spatial Kennedy, en Floride, le 29 avril 1985. Ce fut la première mission opérationnelle du Spacelab. L'équipage de sept hommes a étudié la croissance des cristaux, la spectroscopie de traces de gaz dans l'atmosphère, la simulation atmosphérique solaire et planétaire, les rayons cosmiques, et la surveillance médicale de l'homme et des animaux de laboratoire.
Don L. Lind a élaboré et mené une expérience unique d’enregistrements vidéo en trois dimensions de l'Aurore Terrestre. Après avoir accompli 110 orbites autour de la terre, Challenger a atterri sur la base Edwards, en Californie, le 6 mai 1985.

## Récompenses honorifiques
Don L. Lind est membre de l'Union Géophysique Américaine' (American Geophysical Union), de l'Association Américaine pour l'Avancement de la Science (American Association for Advancement of Science), de Honor Society of Phi Kappa Phi (en), et est, dans le scoutisme, Eagle Scout. Il a également été décoré de la Médaille pour Service Exceptionnel de la NASA (NASA Exceptional Service Medal) en 1974.

## Vie personnelle
Don L. Lind a épousé Kathleen Maughan de Logan, Utah avec qui il a eu sept enfants. Ses centres d'intérêt comprennent le théâtre amateur, la dramaturgie et la peinture. Il est aussi un nageur et un skieur passionné. Don L. Lind a servi en tant que dirigeant ecclésiastique mormon,.